# Luisa Torchia
Luisa Torchia (Catanzaro, 15 aprile 1957) è una giurista italiana.

## Biografia
Allieva di Massimo Severo Giannini e Sabino Cassese, dopo aver insegnato presso la Facoltà di Giurisprudenza dell'Università degli Studi "Mediterranea" di Reggio Calabria e presso la Facoltà di Scienze politiche dell'Università degli Studi di Urbino "Carlo Bo", attualmente è professore ordinario di Diritto Amministrativo presso la Facoltà di Giurisprudenza dell'Università degli Studi di Roma Tre.
Ha ricoperto il ruolo di Consigliere giuridico del Presidente del Consiglio dei Ministri Romano Prodi nel Governo Prodi I e nel Governo Prodi II nonché di Consigliere giuridico del Ministro per la funzione pubblica Franco Bassanini nel Governo D'Alema II e nel Governo Amato II.
È stata inoltre consigliere di amministrazione presso la Cassa Depositi e Prestiti e membro della Commissione indipendente per la valutazione, la trasparenza e l'integrità delle amministrazioni pubbliche.
È stata Presidente dell'Istituto di Ricerche sulla Pubblica Amministrazione.
Considerata vicino alle posizioni politiche di Romano Prodi, ha contribuito alla creazione del programma di governo della coalizione di centro-sinistra L'Unione. Si è occupata, in particolare, a definire la cornice di riforme istituzionali del centrosinistra.

## Studi
I suoi studi sono particolarmente indirizzati verso la ricerca delle ripercussioni delle interferenze del diritto amministrativo europeo nelle diritto amministrativo dei vari stati nazionali in chiave comparatistica.
Di particolare nota sono le ricerche compiute sui principi comuni sui quali costruire un diritto amministrativo europeo comune ai vari stati membri.